# Port de Turku

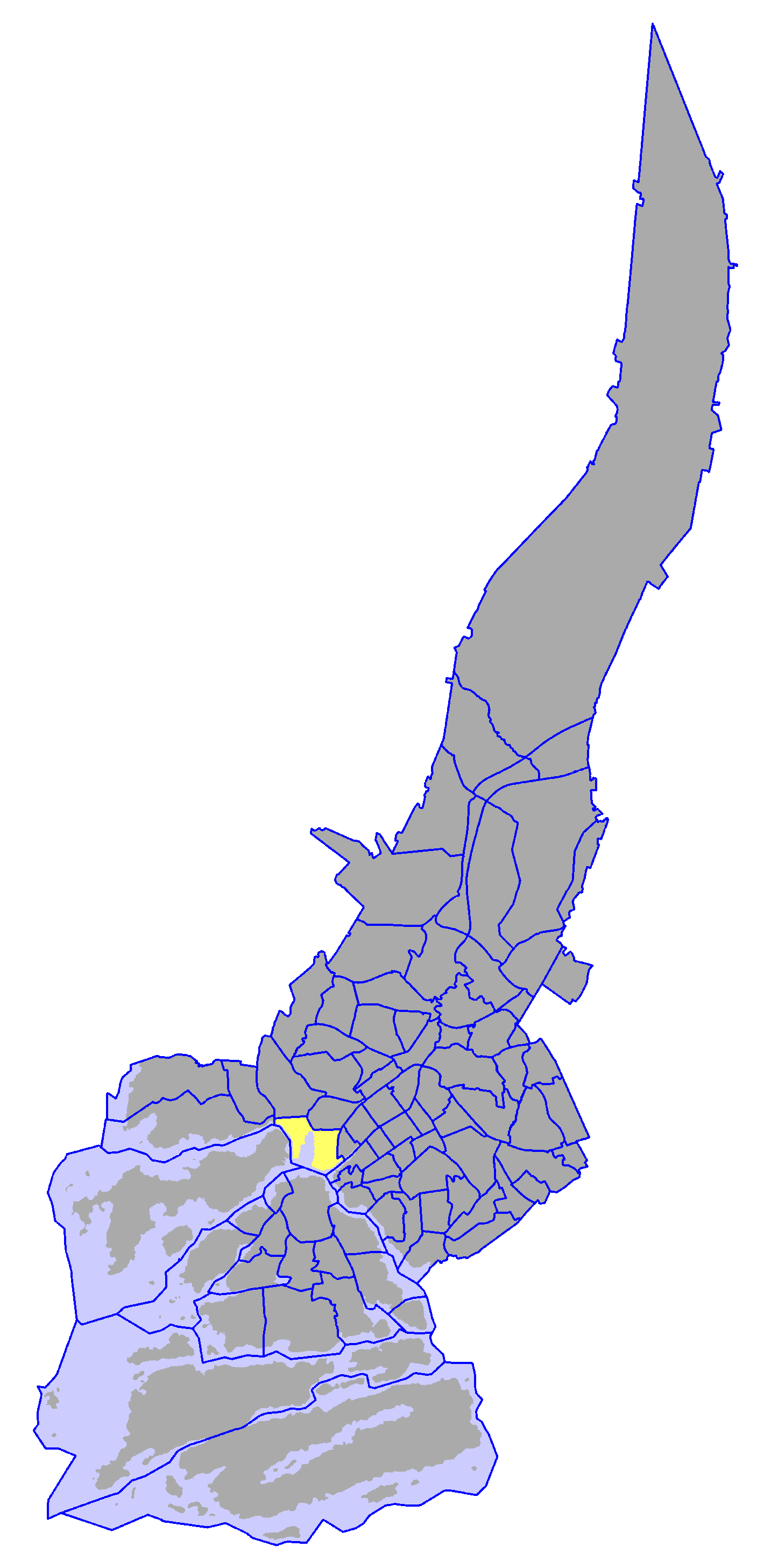
Le port sur la carte de Turku.

Le port de Turku (finnois : Turun satama, suédois : Åbo hamn, LOCODE: FI TKU) est un port situé à Turku en Finlande dont il le plus ancien port.

## Histoire
Le port est évoqué dans le livre Kitab Rudjar édité par Al Idrissi en 1154.
Le port est en bordure de l'Archipel finlandais, du centre de Turku vers les quartiers de Turun satama et de Pansio.

## Liaisons
Par son trafic c'est le deuxième port de voyageurs du pays.
Chaque année, il sert plus de 3 millions de voyageurs internationaux et entre 2 et 4 millions de tonnes de marchandises,.
Des liaisons quotidiennes mènent à Stockholm, Mariehamn et Långnäs .
Les compagnies sont entre autres: Silja Line, Viking Line et Tallink.

### Galerie

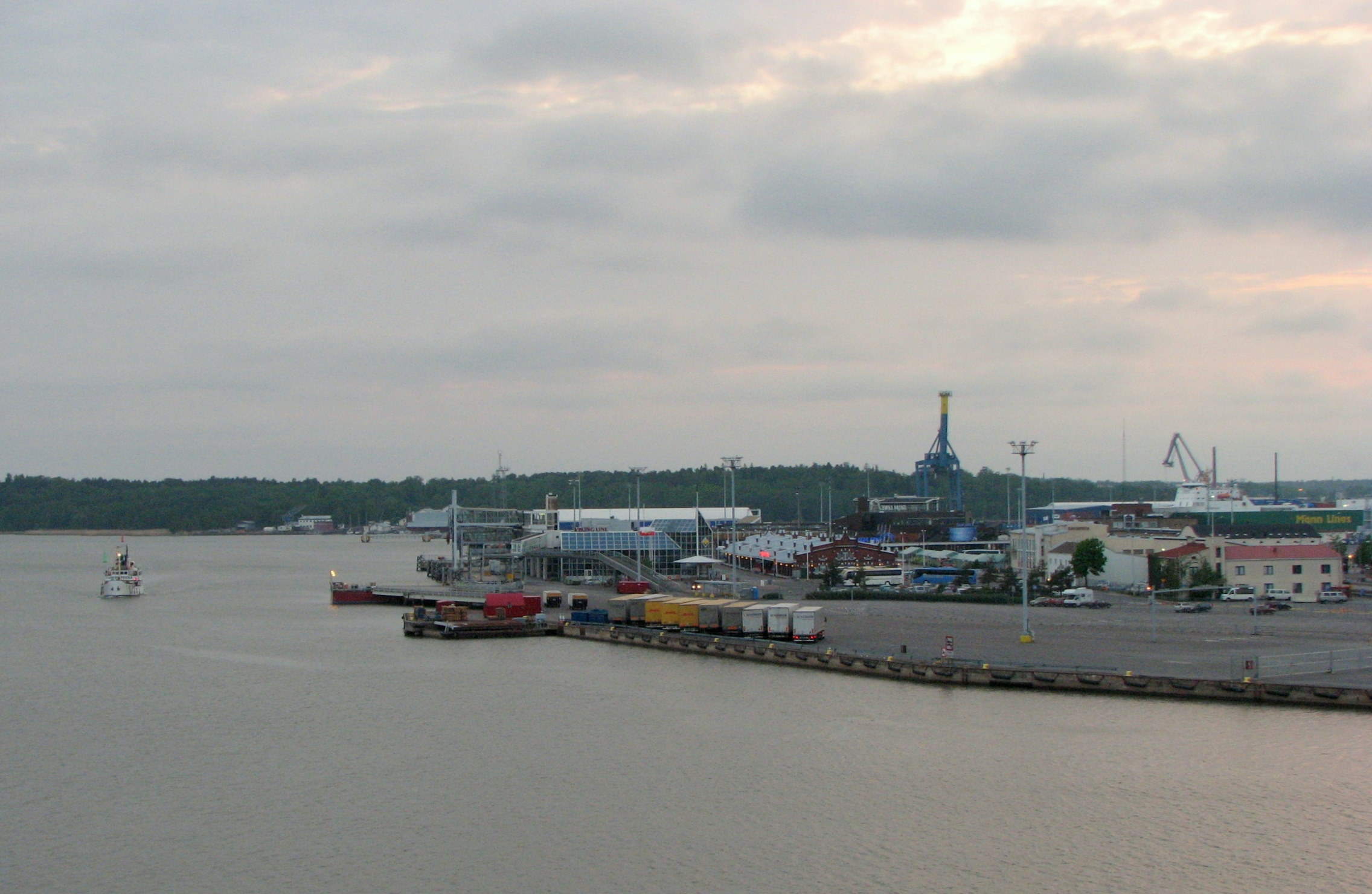
Le port de Turku et le S/S Ukkopekka.
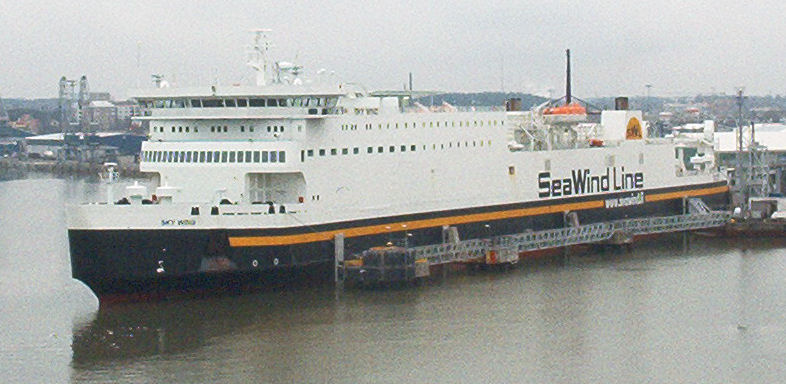
Le M/S Sky Wind.
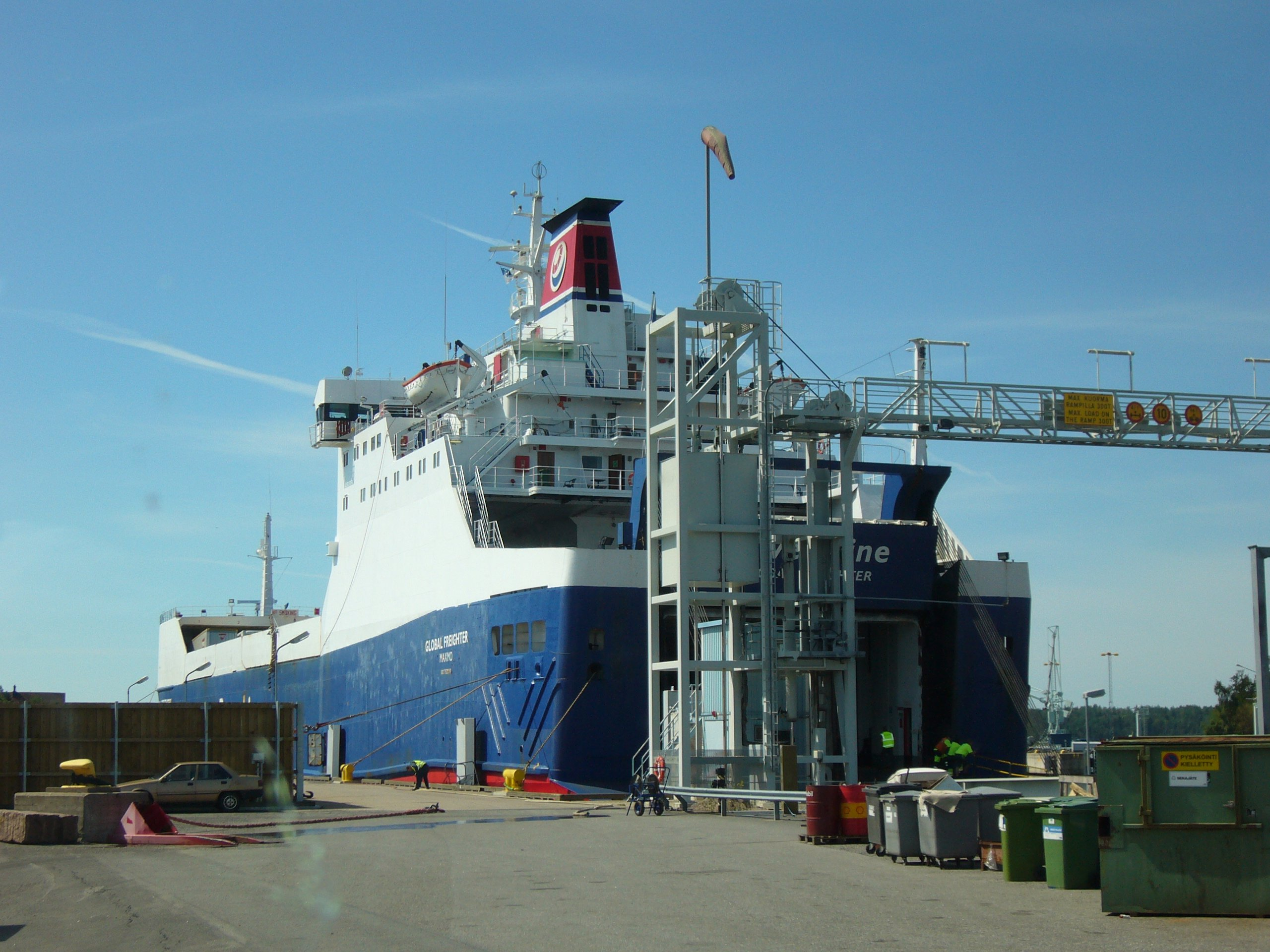
Le M/S Global Freighter .
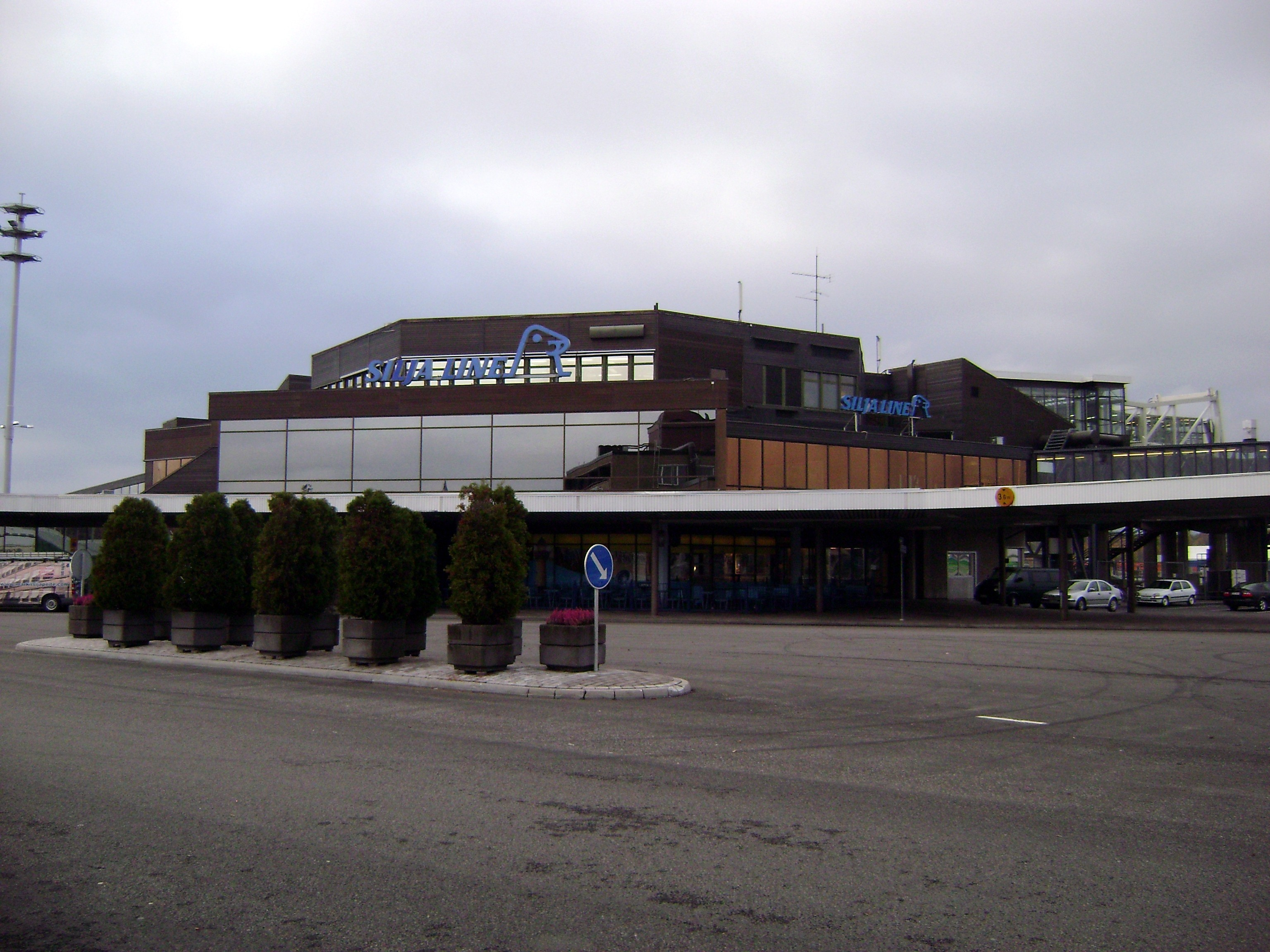
Le terminal pour voyageurs de Silja Line.
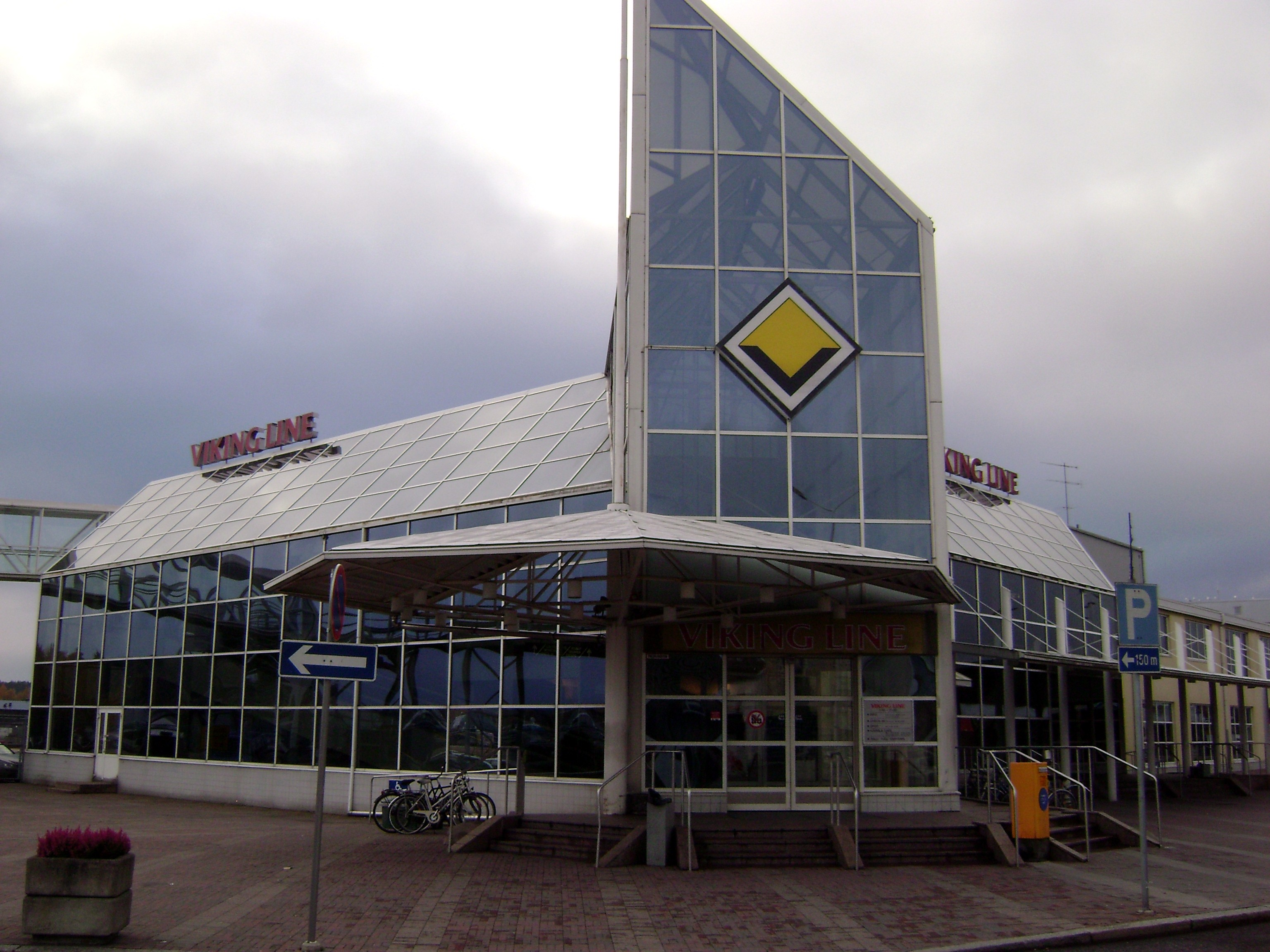
Le terminal pour voyageurs de Viking Line.